# John Pennel
John Thomas Pennel (* 25. Juli 1940 in Memphis, Tennessee; † 26. September 1993 in Santa Monica, Kalifornien) war ein US-amerikanischer Leichtathlet, der in den 1960er-Jahren zur Weltspitze im Stabhochsprung zählte. Er verbesserte mehrfach den Weltrekord.

## Leben
Der 1,78 m große und 75 kg schwere Hobby-Musiker (Saxophon) studierte an der Northeast State College in Monroe, Louisiana Journalistik und Sport. Bevor er zum Stabhochsprung kam, hatte er sich bereits als Boxer, Schwimmer und Weitspringer versucht. Im Jahr 1965 gewann er seine einzige US-Meisterschaft (5,18 m) und wurde mit dem Sullivan-Award ausgezeichnet. Noch 1970 war er mit übersprungenen 5,33 m als bester Amerikaner Sechster der Weltbestenliste.
Pennel starb im Alter von 53 Jahren an Krebs. Er hinterließ fünf Kinder. Sein Sohn Shawn versuchte sich ebenfalls als Stabhochspringer, gab diesen Sport jedoch auf, da er dem Erwartungsdruck, dem er infolge der starken äußeren Ähnlichkeit mit seinem Vater ausgesetzt war, nicht standhalten konnte. John Pennel wurde im Jahr 2004 postum in die Track&Field Hall of Fame der USA aufgenommen.

## Weltrekorde
- 4,95 m am 24. März 1963 in Memphis
- 4,97 m am 11. April 1963 in Natchitoches
- 5,04 m am 30. April 1963 in Monroe
- 5,10 m am 13. Juli 1963 in London
- 5,13 m am 5. August 1963 in London
- 5,20 m am 24. August 1963 in Miami (Nach erfolgreichen Versuchen über 4,57 m und 4,90 m nahm er diese Höhe im 2. Versuch)
- 5,34 m am 23. Juli 1966 in Los Angeles
- 5,44 m am 21. Juli 1969 in Sacramento

## Olympische Spiele
- XVIII. Olympische Sommerspiele 1964 in Tokio: Elfter mit 4,70 m (4,80 m ausgelassen und an 4,85 m gescheitert)
- XIX. Olympische Sommerspiele 1968 in Mexiko-Stadt: Fünfter mit 5,35 m (Die für alle drei Medaillen-Gewinner notierten 5,40 m hatte er zwar ebenfalls übersprungen, jedoch fiel der Stab unter der Latte durch, was nach den damaligen Regeln als Fehlversuch galt)